# Tamura Yoshiaki
Tamura Yoshiaki (田村 義顕?; ... – 1561) è stato un samurai giapponese del periodo Sengoku, capo del clan Tamura.
Yoshiaki era un daimyō minore della provincia di Mutsu. Si stabilì nel castello di Miharu nel 1503 e sposò una delle figlie di Iwaki Tsunetaka. Passò il controllo del clan Tamura al figlio Takaaki nel 1532. Il loro ramo del clan prese il nome di Miharu-Tamura.